# لوتراکی

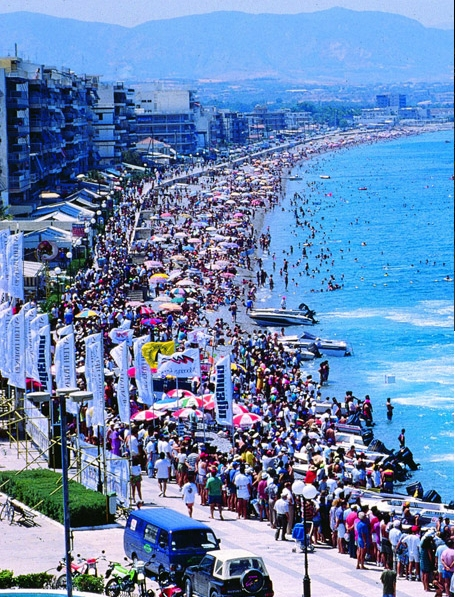

لوتراکی (یونانی: Λουτράκι) یک اقامتگاه تفریحی ساحلی در خلیج کورینس در کورینس، یونان می‌باشد. این اقامتگاه در ۸۱ کیلومتری (۵۰ مایلی) غرب آتن و ۸ کیلومتری (۵ مایلی) شمالشرق کورینتوس واقع شده است. جمعیت آن در سال ۲۰۱۱ بالغ بر ۱۱۶۵۴ تن بوده است.

## تاریخچه
در دوران باستان شهری به نام ترما (به یونانی: Θερμαί، چشمه‌های آب گرم) در این مکان وجود داشت. در سال ۱۸۴۷، اعلامیه ای در ایتالیا مبنی بر فواید درمانی حمام کردن در چشمه‌های آب گرم طبیعی موجود در لوتراکی باعث هجوم مهاجران به مناطق اطراف شد و در نتیجه لوتراکی مدرن را ایجاد کرد. در سال ۱۹۲۸، لوتراکی در اثر زلزله به‌طور کامل ویران و سپس بازسازی شد. زمین لرزه قوی دیگری در سال ۱۹۸۱ این منطقه را لرزاند اما اثرات مخرب کمتری داشت.